# Ensign N179
Az Ensign N179 egy Formula–1-es versenyautó, amit az Ensign Racing tervezett az 1979-es szezonra. Derek Daly és Patrick Gaillard mellett a svájci Marc Surer is vezette az autót a szezon során.

## Történelme
A korábban a Lotusnál is dolgozó brit Dave Baldwin tervei alapján készült. Motorja a sportág történetének egyik legsikeresebb erőműve, a Ford-Cosworth DFV volt, és Goodyear abroncsokon futott. Mo Nunn alkotásánál az alapkoncepció az volt, hogy a hűtő és olajradiátorok oldaldobozokból az autó orrára való áthelyezésével nagyobb tervezési szabadság érhető el a szárny profilok területén, ezáltal pedig növelni lehet a leszorító erőt. Derek Daly-n kívül a francia Patrick Gaillard és a svájci Marc Surer próbálták sikerre vinni.
1979-ben a Dél-Afrikai Nagydíjon, Kyalamiban mutatkozott be, azonban csak az időmérő edzésig jutott. És bár később szelídítettek a külsején, a folytatás sem lett sokkal jobb. 11 fellépésén mindössze háromszor élte túl a kvalifikációt, de ütközés, kerékfelfüggesztés- és motorhiba miatt egyszer sem látta meg a kockás zászlót.

## Eredményei
(Táblázat értelmezése)

(Félkövér: pole-pozícióból indult; dőlt: leggyorsabb kört futott) 

| Év   | Csapat        | Motor   | Gumi | Versenyzők       | 1   | 2   | 3   | 4   | 5   | 6   | 7   | 8   | 9   | 10  | 11  | 12  | 13  | 14  | 15  | Pont | Helyezés |
| ---- | ------------- | ------- | ---- | ---------------- | --- | --- | --- | --- | --- | --- | --- | --- | --- | --- | --- | --- | --- | --- | --- | ---- | -------- |
| 1979 | Ensign Racing | Ford V8 | G    |                  | ARG | BRA | RSA | USW | ESP | BEL | MON | FRA | GBR | GER | AUT | NED | ITA | CAN | USA | 0    | NC       |
| 1979 | Ensign Racing | Ford V8 | G    | Derek Daly       | 11  | 13  | DNQ | Ki  | DNQ | DNQ | DNQ |     |     |     |     |     |     |     |     | 0    | NC       |
| 1979 | Ensign Racing | Ford V8 | G    | Patrick Gaillard |     |     |     |     |     |     |     | DNQ | 13  | DNQ | Ki  | DNQ |     |     |     | 0    | NC       |
| 1979 | Ensign Racing | Ford V8 | G    | Marc Surer       |     |     |     |     |     |     |     |     |     |     |     |     | DNQ | DNQ | Ki  | 0    | NC       |